# Instituto Tanglewood de la Universidad de Boston

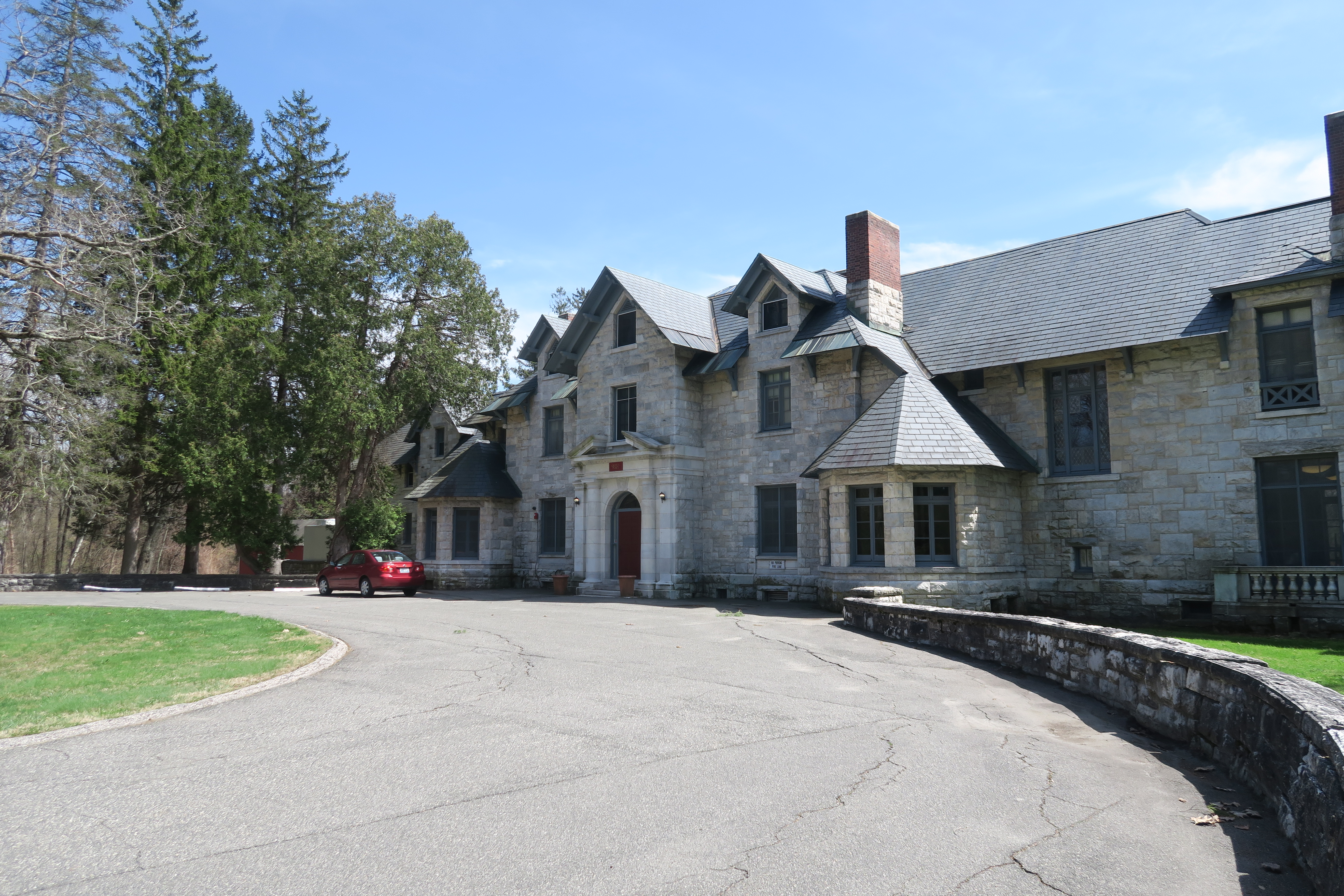
Instituto Tanglewood de la Universidad de Boston

El Instituto Tanglewood de la Universidad de Boston (en inglés y oficialmente, Boston University Tanglewood Institute, también abreviado como BUTI) es un festival de verano para estudiantes superiores de música celebrado en Lenox (Massachusetts), EE. UU., bajo los auspicios de la Facultad de Bellas Artes de la Universidad de Boston. 
Durante décadas ha sido considerado el mejor centro estadounidense de educación musical avanzada para intérpretes jóvenes y con talento.